# 桑德拉·伊格拉维德
桑德拉·伊格拉维德·比亚纳（西班牙語：Sandra Ygueravide Viana，1984年12月28日—），西班牙女子篮球运动员，2019年欧洲杯三人篮球赛女子银牌得主、2021年欧洲杯三人篮球赛女子金牌得主、2023年欧洲杯三人篮球赛女子银牌得主、2024年夏季奥林匹克运动会女子三人篮球银牌得主。